# Клечев
Клечев (Клєчев, пол. Kleczew) — місто в західній Польщі. Вугільна шахта.

## Демографія
Демографічна структура станом на 31 березня 2011 року:
|          | Загалом | Допрацездатний вік | Працездатний вік | Постпрацездатний вік |
| -------- | ------- | ------------------ | ---------------- | -------------------- |
| Чоловіки | 2041    | 445                | 1427             | 169                  |
| Жінки    | 2190    | 429                | 1369             | 392                  |
| Разом    | 4231    | 874                | 2796             | 561                  |